# Liste der Nummer-eins-Hits in Spanien (1990)
Dies ist eine Liste der Nummer-eins-Hits in Spanien im Jahr 1990. Sie basiert auf den offiziellen Chartlisten der Asociación Fonográfica y Videográfica de España (AFYVE, heute Promusicae), der spanischen Landesgruppe der IFPI.

## Singles
| | Liste der Nummer-eins-Hits in Spanien | Liste der Nummer-eins-Hits in Spanien | Liste der Nummer-eins-Hits in Spanien                                                    | 1991 → |
| \| Zeitraum \| Wo. ges. \| Interpret \| Titel Autor(en) \| Zusätzliche Informationen \| \| (Zeitraum, Wochen auf Platz eins, Interpret, Titel, Autor[en], zusätzliche Informationen) \| \| \| \| \| \| ----------------------------------------------------------------------------------------- \| -------- \| ----------------------------- \| ---------------------------------------------------------------------------------------- \| --------------------------------------------------------------------------------------------------------------------------------------------------------------------------------------------------------- \| \| 11. Dezember 1989 – 5. Januar 1990 3 Wochen (insgesamt 9) \| 9 \| Technotronic \| Pump Up the Jam Manuela Kamosi, Joris Bogaert \| – \| \| 6. Januar 1990 – 19. Januar 1990 2 Wochen \| 2 \| Jive Bunny & the Mastermixers \| That’s What I Like \| – \| \| 20. Januar 1990 – 2. Februar 1990 2 Wochen (insgesamt 9) \| 9 \| Technotronic \| Pump Up the Jam Manuela Kamosi, Joris Bogaert \| – \| \| 3. Februar 1990 – 9. Februar 1990 1 Woche (insgesamt 2) \| 2 \| Lisa Stansfield \| All Around the World Ian Owen Devaney, Andy Morris, Lisa Jane Stansfield \| – \| \| 10. Februar 1990 – 16. Februar 1990 1 Woche (insgesamt 9) \| 9 \| Technotronic \| Pump Up the Jam Manuela Kamosi, Joris Bogaert \| – \| \| 17. Februar 1990 – 23. Februar 1990 1 Woche (insgesamt 2) \| 2 \| Lisa Stansfield \| All Around the World Ian Owen Devaney, Andy Morris, Lisa Jane Stansfield \| – \| \| 24. Februar 1990 – 16. März 1990 3 Wochen (insgesamt 9) \| 9 \| Technotronic \| Pump Up the Jam Manuela Kamosi, Joris Bogaert \| – \| \| 17. März 1990 – 23. März 1990 1 Woche \| 1 \| Technotronic \| Get Up! (Before the Night Is Over) Manuela Kamosi, Joris Bogaert \| – \| \| 24. März 1990 – 27. April 1990 5 Wochen \| 5 \| Depeche Mode \| Enjoy the Silence Martin L. Gore \| – \| \| 28. April 1990 – 8. Juni 1990 6 Wochen \| 6 \| Madonna \| Vogue Shep Pettibone, Madonna Ciccone \| – \| \| 9. Juni 1990 – 15. Juni 1990 1 Woche (insgesamt 10) \| 10 \| Guru Josh \| Infinity Paul Walden, Mick Weston \| – \| \| 16. Juni 1990 – 22. Juni 1990 1 Woche \| 1 \| Snap! \| The Power Benito Benites, Luca Anzilotti, Toni Colandreo, Durron Butler \| – \| \| 23. Juni 1990 – 6. Juli 1990 2 Wochen (insgesamt 10) \| 10 \| Guru Josh \| Infinity Paul Walden, Mick Weston \| – \| \| 7. Juli 1990 – 20. Juli 1990 2 Wochen \| 2 \| Wilfred y la Ganga \| Mi abuela Wilfred Morales \| Der Rap des puerto-ricanischen Fernsehmanns Wilfred Morales über seine Großmutter ist eine Parodie auf die aufkommende Rapmusik in der Karibik. Es blieb der einzige nennenswerte musikalische Erfolg.[1] \| \| 21. Juli 1990 – 7. September 1990 7 Wochen (insgesamt 10) \| 10 \| Guru Josh \| Infinity Paul Walden, Mick Weston \| – \| \| 8. September 1990 – 14. September 1990 1 Woche (insgesamt 2) \| 2 \| MC Sar & the Real McCoy \| It’s on You Musik: Frank Hassas, Text: Olaf Jeglitza \| – \| \| 15. September 1990 – 21. September 1990 1 Woche (insgesamt 6) \| 6 \| Twenty 4 Seven \| I Can’t Stand It Ruud van Rijen, Ricardo Overman, Tony Harrison-Dawson \| – \| \| 22. September 1990 – 28. September 1990 1 Woche (insgesamt 2) \| 2 \| MC Sar & the Real McCoy \| It’s on You Musik: Frank Hassas, Text: Olaf Jeglitza \| – \| \| 29. September 1990 – 2. November 1990 5 Wochen (insgesamt 6) \| 6 \| Twenty 4 Seven \| I Can’t Stand It Ruud van Rijen, Ricardo Overman, Tony Harrison-Dawson \| – \| \| 3. November 1990 – 30. November 1990 4 Wochen \| 4 \| Snap! \| Cult of Snap Benito Benites, John Virgo Garrett, Durron Butler \| – \| \| 1. Dezember 1990 – 7. Dezember 1990 1 Woche \| 1 \| Atahualpa \| Último imperio Claudio Collino, Andrea Gemolotto, Riccardo Persi \| Trotz des Inka-Namens und der Andenklänge in der Musik kam dieses Technoprojekt aus Italien und hatte mit einer der ersten Veröffentlichungen auch den größten Hit.[2] \| \| 8. Dezember 1990 – 25. Januar 1991 7 Wochen \| 7 \| Londonbeat \| I’ve Been Thinking About You Jimmy Chambers, George Chandler, Jimmy Helms, Liam Henshall \| – \| |                                       |                                       |                                                                                          | |
| |                                       |                                       |                                                                                          | → 1991 → |
| Zeitraum | Wo. ges.                              | Interpret                             | Titel Autor(en)                                                                          | Zusätzliche Informationen |
| (Zeitraum, Wochen auf Platz eins, Interpret, Titel, Autor[en], zusätzliche Informationen) |                                       |                                       |                                                                                          | |
| 11. Dezember 1989 – 5. Januar 1990 3 Wochen (insgesamt 9) | 9                                     | Technotronic                          | Pump Up the Jam Manuela Kamosi, Joris Bogaert                                            | – |
| 6. Januar 1990 – 19. Januar 1990 2 Wochen | 2                                     | Jive Bunny & the Mastermixers         | That’s What I Like                                                                       | – |
| 20. Januar 1990 – 2. Februar 1990 2 Wochen (insgesamt 9) | 9                                     | Technotronic                          | Pump Up the Jam Manuela Kamosi, Joris Bogaert                                            | – |
| 3. Februar 1990 – 9. Februar 1990 1 Woche (insgesamt 2) | 2                                     | Lisa Stansfield                       | All Around the World Ian Owen Devaney, Andy Morris, Lisa Jane Stansfield                 | – |
| 10. Februar 1990 – 16. Februar 1990 1 Woche (insgesamt 9) | 9                                     | Technotronic                          | Pump Up the Jam Manuela Kamosi, Joris Bogaert                                            | – |
| 17. Februar 1990 – 23. Februar 1990 1 Woche (insgesamt 2) | 2                                     | Lisa Stansfield                       | All Around the World Ian Owen Devaney, Andy Morris, Lisa Jane Stansfield                 | – |
| 24. Februar 1990 – 16. März 1990 3 Wochen (insgesamt 9) | 9                                     | Technotronic                          | Pump Up the Jam Manuela Kamosi, Joris Bogaert                                            | – |
| 17. März 1990 – 23. März 1990 1 Woche | 1                                     | Technotronic                          | Get Up! (Before the Night Is Over) Manuela Kamosi, Joris Bogaert                         | – |
| 24. März 1990 – 27. April 1990 5 Wochen | 5                                     | Depeche Mode                          | Enjoy the Silence Martin L. Gore                                                         | – |
| 28. April 1990 – 8. Juni 1990 6 Wochen | 6                                     | Madonna                               | Vogue Shep Pettibone, Madonna Ciccone                                                    | – |
| 9. Juni 1990 – 15. Juni 1990 1 Woche (insgesamt 10) | 10                                    | Guru Josh                             | Infinity Paul Walden, Mick Weston                                                        | – |
| 16. Juni 1990 – 22. Juni 1990 1 Woche | 1                                     | Snap!                                 | The Power Benito Benites, Luca Anzilotti, Toni Colandreo, Durron Butler                  | – |
| 23. Juni 1990 – 6. Juli 1990 2 Wochen (insgesamt 10) | 10                                    | Guru Josh                             | Infinity Paul Walden, Mick Weston                                                        | – |
| 7. Juli 1990 – 20. Juli 1990 2 Wochen | 2                                     | Wilfred y la Ganga                    | Mi abuela Wilfred Morales                                                                | Der Rap des puerto-ricanischen Fernsehmanns Wilfred Morales über seine Großmutter ist eine Parodie auf die aufkommende Rapmusik in der Karibik. Es blieb der einzige nennenswerte musikalische Erfolg. |
| 21. Juli 1990 – 7. September 1990 7 Wochen (insgesamt 10) | 10                                    | Guru Josh                             | Infinity Paul Walden, Mick Weston                                                        | – |
| 8. September 1990 – 14. September 1990 1 Woche (insgesamt 2) | 2                                     | MC Sar & the Real McCoy               | It’s on You Musik: Frank Hassas, Text: Olaf Jeglitza                                     | – |
| 15. September 1990 – 21. September 1990 1 Woche (insgesamt 6) | 6                                     | Twenty 4 Seven                        | I Can’t Stand It Ruud van Rijen, Ricardo Overman, Tony Harrison-Dawson                   | – |
| 22. September 1990 – 28. September 1990 1 Woche (insgesamt 2) | 2                                     | MC Sar & the Real McCoy               | It’s on You Musik: Frank Hassas, Text: Olaf Jeglitza                                     | – |
| 29. September 1990 – 2. November 1990 5 Wochen (insgesamt 6) | 6                                     | Twenty 4 Seven                        | I Can’t Stand It Ruud van Rijen, Ricardo Overman, Tony Harrison-Dawson                   | – |
| 3. November 1990 – 30. November 1990 4 Wochen | 4                                     | Snap!                                 | Cult of Snap Benito Benites, John Virgo Garrett, Durron Butler                           | – |
| 1. Dezember 1990 – 7. Dezember 1990 1 Woche | 1                                     | Atahualpa                             | Último imperio Claudio Collino, Andrea Gemolotto, Riccardo Persi                         | Trotz des Inka-Namens und der Andenklänge in der Musik kam dieses Technoprojekt aus Italien und hatte mit einer der ersten Veröffentlichungen auch den größten Hit.                                    |
| 8. Dezember 1990 – 25. Januar 1991 7 Wochen | 7                                     | Londonbeat                            | I’ve Been Thinking About You Jimmy Chambers, George Chandler, Jimmy Helms, Liam Henshall | – |

## Alben
| | Liste der Nummer-eins-Hits in Spanien | Liste der Nummer-eins-Hits in Spanien | Liste der Nummer-eins-Hits in Spanien     | 1991 →                    |
| \| Zeitraum \| Wo. ges. \| Interpret \| Titel \| Zusätzliche Informationen \| \| (Zeitraum, Wochen auf Platz eins, Interpret, Titel, zusätzliche Informationen) \| \| \| \| \| \| ------------------------------------------------------------------------------ \| -------- \| ------------------------------ \| ----------------------------------------- \| ------------------------- \| \| 1. Januar 1990 – 7. Januar 1990 1 Woche \| 1 \| (Verschiedene Interpreten) \| Boom 5 \| – \| \| 8. Januar 1990 – 18. März 1990 10 Wochen (insgesamt 13) \| 13 \| Phil Collins \| …But Seriously \| – \| \| 19. März 1990 – 25. März 1990 1 Woche \| 1 \| Depeche Mode \| Violator \| – \| \| 26. März 1990 – 29. April 1990 5 Wochen \| 5 \| Radio Futura \| Veneno en la piel \| – \| \| 30. April 1990 – 17. Juni 1990 7 Wochen \| 7 \| El Último de la Fila \| Nuevo pequeño catálogo de seres y estares \| – \| \| 18. Juni 1990 – 1. Juli 1990 2 Wochen \| 2 \| Los Panchos \| Todo Panchos \| – \| \| 2. Juli 1990 – 26. August 1990 8 Wochen \| 8 \| The Beach Boys \| The Beach Boys Collection \| – \| \| 27. August 1990 – 28. Oktober 1990 9 Wochen \| 9 \| Pavarotti – Domingo – Carreras \| En concierto \| – \| \| 29. Oktober 1990 – 4. November 1990 1 Woche \| 1 \| The Police \| Their Greatest Hits \| – \| \| 5. November 1990 – 18. November 1990 2 Wochen \| 2 \| (Verschiedene Interpreten) \| Pretty Woman (Soundtrack) \| – \| \| 19. November 1990 – 3. Februar 1991 11 Wochen \| 11 \| Elton John \| The Very Best of Elton John \| – \| |                                       |                                       |                                           |                           |
| |                                       |                                       |                                           | → 1991 →                  |
| Zeitraum | Wo. ges.                              | Interpret                             | Titel                                     | Zusätzliche Informationen |
| (Zeitraum, Wochen auf Platz eins, Interpret, Titel, zusätzliche Informationen) |                                       |                                       |                                           |                           |
| 1. Januar 1990 – 7. Januar 1990 1 Woche | 1                                     | (Verschiedene Interpreten)            | Boom 5                                    | –                         |
| 8. Januar 1990 – 18. März 1990 10 Wochen (insgesamt 13) | 13                                    | Phil Collins                          | …But Seriously                            | –                         |
| 19. März 1990 – 25. März 1990 1 Woche | 1                                     | Depeche Mode                          | Violator                                  | –                         |
| 26. März 1990 – 29. April 1990 5 Wochen | 5                                     | Radio Futura                          | Veneno en la piel                         | –                         |
| 30. April 1990 – 17. Juni 1990 7 Wochen | 7                                     | El Último de la Fila                  | Nuevo pequeño catálogo de seres y estares | –                         |
| 18. Juni 1990 – 1. Juli 1990 2 Wochen | 2                                     | Los Panchos                           | Todo Panchos                              | –                         |
| 2. Juli 1990 – 26. August 1990 8 Wochen | 8                                     | The Beach Boys                        | The Beach Boys Collection                 | –                         |
| 27. August 1990 – 28. Oktober 1990 9 Wochen | 9                                     | Pavarotti – Domingo – Carreras        | En concierto                              | –                         |
| 29. Oktober 1990 – 4. November 1990 1 Woche | 1                                     | The Police                            | Their Greatest Hits                       | –                         |
| 5. November 1990 – 18. November 1990 2 Wochen | 2                                     | (Verschiedene Interpreten)            | Pretty Woman (Soundtrack)                 | –                         |
| 19. November 1990 – 3. Februar 1991 11 Wochen | 11                                    | Elton John                            | The Very Best of Elton John               | –                         |